# Philodendron granulare
Philodendron granulare är en kallaväxtart som beskrevs av Thomas Bernard Croat. Philodendron granulare ingår i släktet Philodendron och familjen kallaväxter. Inga underarter finns listade.